# Георги Цаца
Георги Янков Цаца (на македонска литературна норма: Горѓи Jанков Цаца) е политик и съдия от Социалистическа република Македония.

## Биография
Роден е на 15 септември 1920 година в град Битоля в семейството на видния юрист Янко Цаца. Завършва основно и средно образование в родния си град. По-късно завършва Юридическия факултет на Белградския университет. През 1973 година защитава там и докторска степен по право. В периода 1980-1988 е професор по конституционно право в Битолския университет. Между 1971 и 1974 като член на Изпълнителния съвет на Социалистическа република Македония е републикански секретар за законодателство и организация, а от 1974 до 1982 е републикански секретар за правосъдие към съвета (с ранг на министър). Между 1981 и 1985 е председател на Юридическия съвет на СФРЮ, а от 1983 до 1990 е съдия в Конституционния съд на Социалистическа република Македония. Негова дъщеря е Маргарита Цаца Николовска.